# Passivabilità
La passivabilità è la proprietà di un materiale di formare autonomamente, per il solo contatto con l'aria atmosferica, uno strato di ossido molto sottile, dell'ordine di pochi nanometri.
Questo ossido ha una funzione molto importante, che è di proteggere il cuore del materiale dalla corrosione.
Il particolare vantaggio della passivabilità risiede nel fatto che questo strato di ossido si forma in maniera del tutto spontanea, senza che si renda necessario alcun intervento artificiale.
I materiali che hanno una buona passivabilità sono di particolare importanza in molte applicazioni: i vari tipi di acciaio inossidabile, per il quale il fenomeno è dato dalla presenza di un tenore minimo del 12% di cromo che forma appunto l'ossido protettivo; e il titanio, che ha la caratteristica di sviluppare il film di ossido senza la presenza di alcun legante particolare.